# Shortland (île)
Shortland  (aussi connu comme île Alu) est une île de l'archipel des îles Shortland, située dans la Province occidentale des îles Salomon.

## Toponymie
Le nom original était un mot mélanésien, alors que le nom actuel a été donné à l'île par l'officier de la Royal Navy John Shortland en 1788. Shortland était le commandant naval d'un voyage de 1777-79 de la First Fleet (« Première flotte ») pour établir une colonie pénitentiaire à Botany Bay, en Australie..

## Seconde Guerre mondiale
Le 30 mars 1942, les navires de guerre japonais entrèrent dans le port de Shortland et débarquèrent deux sections de la force navale spéciale de débarquement sans rencontrer de résistance. Une section est restée dans la région pour commencer à établir la base d'hydravions de Shortland Harbor. Ils établirent la base, les amarrages d'hydravions et les fortifications dans le canal de Tuha et les terres adjacentes dans la partie sud-est de l'île de Shortland, à Faisi et dans la partie nord de Poporang.
Dans la nuit du 29 au 30 juin 1943, le USS Montpelier et trois autres croiseurs bombardent l'île de Poporang en préparation de l'invasion de la Nouvelle-Géorgie. Les Alliés envisagent d'envahir la base d'hydravions en août 1943, mais choisissent plutôt de contourner les Shortlands pour Bougainville et les îles du Trésor, laissant les Shortlands sous contrôle japonais jusqu'à la fin de la guerre. Le 1er novembre 1943, le Montpelier bombarde les défenses japonaises de Poporang et de Balalae.
Le 8 janvier 1944, une force alliée composée de deux croiseurs légers et de cinq destroyers bombarde les installations de Faisi, Poporang et les îles Shortland. En mars 1944, des avions du 70e escadron de chasse de l'USAAF utilisent des photographies de reconnaissance prises par le 17e escadron de reconnaissance pour frapper la base d'hydravions, revendiquant huit hydravions et un destroyer de la Marine impériale japonaise. Le 20 mai 1944, le Montpelier a subi de légers dommages par riposte lorsqu'avec deux autres croiseurs légers et huit destroyers, il a bombardé les installations côtières des îles Shortland, Poporang et Magusaiai. Le 1er octobre 1944, la Special Air Task Force (SATFOR) de l'US Navy a lancé quatre drones TDR sur les positions de canons antiaériens de Poporang et Balalae.